# Santana da Serra
Pour les articles homonymes, voir Santana.
Santana da Serra est une paroisse civile portugaise (en portugais : freguesia) de la municipalité d'Ourique dans le district de Beja.

## Géographie
Santana da Serra est située au sud d'Ourique, sur la route de l'Algarve dont la paroisse est limitrophe au sud. Le nord-ouest de son territoire est délimité par le fleuve Mira.

## Démographie
Lors du recensement de 2021, Santana da Serra compte 660 habitants.